# Urawa Red Diamonds Ladies
El Urawa Red Diamonds Ladies (浦和レッドダイヤモンズ・レディース Urawa Reddo Daiyamonzu Redīsu) es un club de fútbol femenino de Japón, con base en la ciudad de Saitama en la prefectura de Saitama. Es la sección femenina del Urawa Red Diamonds. Fue fundado en 1998 y juega de local en el Estadio Urawa Komaba. Compite en la WE League, máxima categoría del fútbol femenino japonés.

## Jugadoras

### Jugadoras destacadas
Lista de jugadoras destacadas en la historia del club.
- Ami Otaki
- Nozomi Yamago
- Kyoko Yano
- Saki Kumagai
- Kozue Andō
- Kazumi Kishi

## Palmarés

### Campeonatos nacionales
- WE League (2): 2022-23, 2023-24.
- Nadeshiko League Division 1 (4): 2004, 2009, 2014, 2020.
- Copa de la Emperatriz (2): 2021, 2024.
- Copa de la WE League (1): 2022-23
- Copa de la Nadeshiko League (3): 2007, 2010, 2017.

### Campeonatos internacionales
- Campeonato de Clubes Femenino de la AFC (1): 2023.
- Japan and South Korea Women's League Championship (1): 2010.

## Antiguos nombres
- Urawa Reinas FC: 1999–2001
- Saitama  Reinas FC: 2002–2004
- Urawa Red Diamonds Ladies: 2005–presente